# Кудашев, Александр Николаевич
Алекса́ндр Никола́евич Куда́шев (10 марта 1962, Нижнее Санчелеево, Куйбышевская область — 28 апреля 1997, Спасский район, Рязанская область) — российский водитель автобуса, закрывший собой пассажиров от взрыва гранаты.

## Биография
Родился в селе Нижнее Санчелеево. Перед призывом в ряды Советской армии работал механизатором в колхозе им. Кирова. Отслужил в Советской армии. Был женат, супруга Наталья родила ему двоих сыновей Сергея и Игоря. Работал водителем-дальнобойщиком, затем водителем междугороднего автобуса.
Вечером 28 апреля на 222 км трассы М5 аварец Газияв Магомедов (1969 г. р.), один из более чем тридцати пассажиров автобуса, следовавшего рейсом из Тольятти в Москву, достал пистолет Вальтер и гранату РГД-5, после чего без объяснений потребовал от Александра Кудашева, находившегося за рулём автобуса, свернуть с трассы. Водители знали, что на этом же участке трассы по такой же схеме были ограблены сначала саратовский автобус, а затем пензенский. На уговоры Магомедов не реагировал.
Кудашев передал руль напарнику Владимиру Родину и бросился на Магомедова. Он выбил пистолет из его рук, после чего стал отнимать гранату. Однако граната оказалась с выдернутой чекой и, после того как Магомедов разжал руку, раздался взрыв. В результате взрыва Александр Кудашев погиб на месте, Магомедову оторвало кисть левой руки, выбило ветровое стекло автобуса, но более никто не пострадал.
Александр Кудашев был похоронен на кладбище в Нижнем Санчелеево.

## Последствия
На судебном разбирательстве было установлено, что предыдущие ограбления также были проведены Магомедовым. Убийство было квалифицировано как непреднамеренное. Учитывая, что он «полностью признал себя виновным», по совокупности статей суд приговорил Магомедова к 13 годам в колонии строгого режима и обязал его расплатиться с пассажирами пензенского и саратовского автобусов, а также компенсировать ремонт автобуса предприятию «Тольяттитранстехсервис».
Наталья Ивановна, вдова погибшего Александра Кудашева, обратилась в суд с попыткой получить компенсацию от «Тольяттитранстехсервиса», так как её муж погиб при исполнении служебных обязанностей. После десяти месяцев разбирательств суд обязал ответчика выплатить компенсацию в размере в несколько раз меньше затребованного, а также обязал выплачивать детям погибшего незначительные суммы ежемесячно до достижения совершеннолетия.
В 1999 году мэрия Тольятти выделила семье Кудашевых однокомнатную квартиру.

## Память
Усилиями директора «Тольяттитранстехсервис» Владимира Томе в Тольятти появилась улица Александра Кудашева.

Мемориальная доска

28 апреля 2009 года на доме 120 по улице Кудашева была установлена мемориальная доска. Инициаторами открытия выступили учащиеся школы № 91, расположенной неподалёку. Они провели опрос среди местных жителей и выяснили, что люди плохо осведомлены о том, в честь кого названа улица. Сооружение профинансировал один из депутатов Тольяттинской городской Думы. На торжественной церемонии присутствовали и некоторые из пассажиров того злополучного рейса. На доске написано

«Эта улица названа в честь Александра Николаевича Кудашева, геройски погибшего 28 апреля 1997 года на трассе „Москва — Челябинск“, спасая пассажиров автобуса от террориста».

Однако директор музея историко-культурного наследия Нина Забродина сказала, что доска была сооружена без согласования с экспертной комиссией, хотя это требуется постановлением именно городской думы. В результате при её сооружении допущен ряд просчётов. Так, статья, по которой осужден преступник, — «разбой и причинение смерти по неосторожности», а стало быть текст нужно корректировать, заменив «террориста» на «вооружённого преступника». Высказывались претензии и к виду мемориальной доски, больше напоминающей надгробие. Но по ходатайству директора школы № 91, ученики которой и выступили инициаторами установки доски, ей пошли навстречу и не обязали менять доску в срочном порядке.